# 荷塘沿14号民居
荷塘沿14号民居，位于中华人民共和国浙江省金华市兰溪市云山街道桃花坞社区荷塘沿14号，建于清代，两进三开间，木雕精美，设有马头墙。
1997年9月2日，荷塘沿14号民居公布为第四批兰溪市文物保护单位。